# Robert Siewert
Robert Siewert (Swarzędz, 1887. december 30. – Berlin, 1973. november 2.) német politikus és újságíró. Részt vett a nemzetszocializmus elleni ellenállásban. A buchenwaldi koncentrációs tábor túlélőjeként másoknak is segített megmenekülni, mint például Stefan Jerzy Zweignek.